# Autographa agualaniata
Autographa agualaniata är en fjärilsart som beskrevs av Paul Dognin 1912. Autographa agualaniata ingår i släktet Autographa och familjen nattflyn. Inga underarter finns listade i Catalogue of Life.